# ЯТБ-5
ЯТБ-5 — советский высокопольный троллейбус для внутригородских пассажирских перевозок производства Ярославского автомобильного завода. Аббревиатура «ЯТБ-5» означает «ярославский троллейбус», пятая модель.

## Описание
Осенью 1940 г. началась работа по машине ЯТБ-5 с цельнометаллическим кузовом (на ЯТБ-1, ЯТБ-2, ЯТБ-4 он имел деревянный каркас). Новшествами ЯТБ-5 стали расположение тягового двигателя, который установили в центре троллейбуса, тем самым удалось изготовить две равные полуоси. Усилили передний мост, было облегчено рулевое управление, изменена отделка пассажирского салона. Троллейбус был окрашен в шоколадный цвет с обтекаемой панелью по всей длине кузова. Работу закончить не удалось. Два опытных шасси ЯТБ-5 оснастили кузовами ЯТБ-4 старого типа. Но даже в этом варианте новый троллейбус оказался легче, чем прежний, - 7300 кг.
С 1941 года Ярославский завод прекратил производство троллейбусов, переключившись на выпуск вооружения, боеприпасов и артиллерийских тягачей. В 1946 году производство троллейбусов в Советском Союзе возобновилось, но уже на Тушинском авиазаводе в Москве, где на основе троллейбуса ЯТБ-5 и чертежей для непостроенного ЯТБ-6 (дизайн имел много общего с автобусами американской компании «Дженерал Моторс») создали первый отечественный цельнометаллический троллейбус — МТБ-82А, по сути ставший продолжением серии ярославских троллейбусов. Ярославский же завод переключился на выпуск 5-7-тонных грузовиков Я-200.

## Работа в городах СССР
Первый и единственный экземпляр троллейбуса ЯТБ-5 был выпущен уже после начала войны и работал в Филёвском троллейбусном парке в Москве.

## Источник
- История ярославских троллейбусов Архивная копия от 7 декабря 2009 на Wayback Machine. Харьков транспортный
- Общественный транспорт России Архивная копия от 1 июня 2011 на Wayback Machine. Троллейбусы ЯТБ-4А